# Arsfenamine

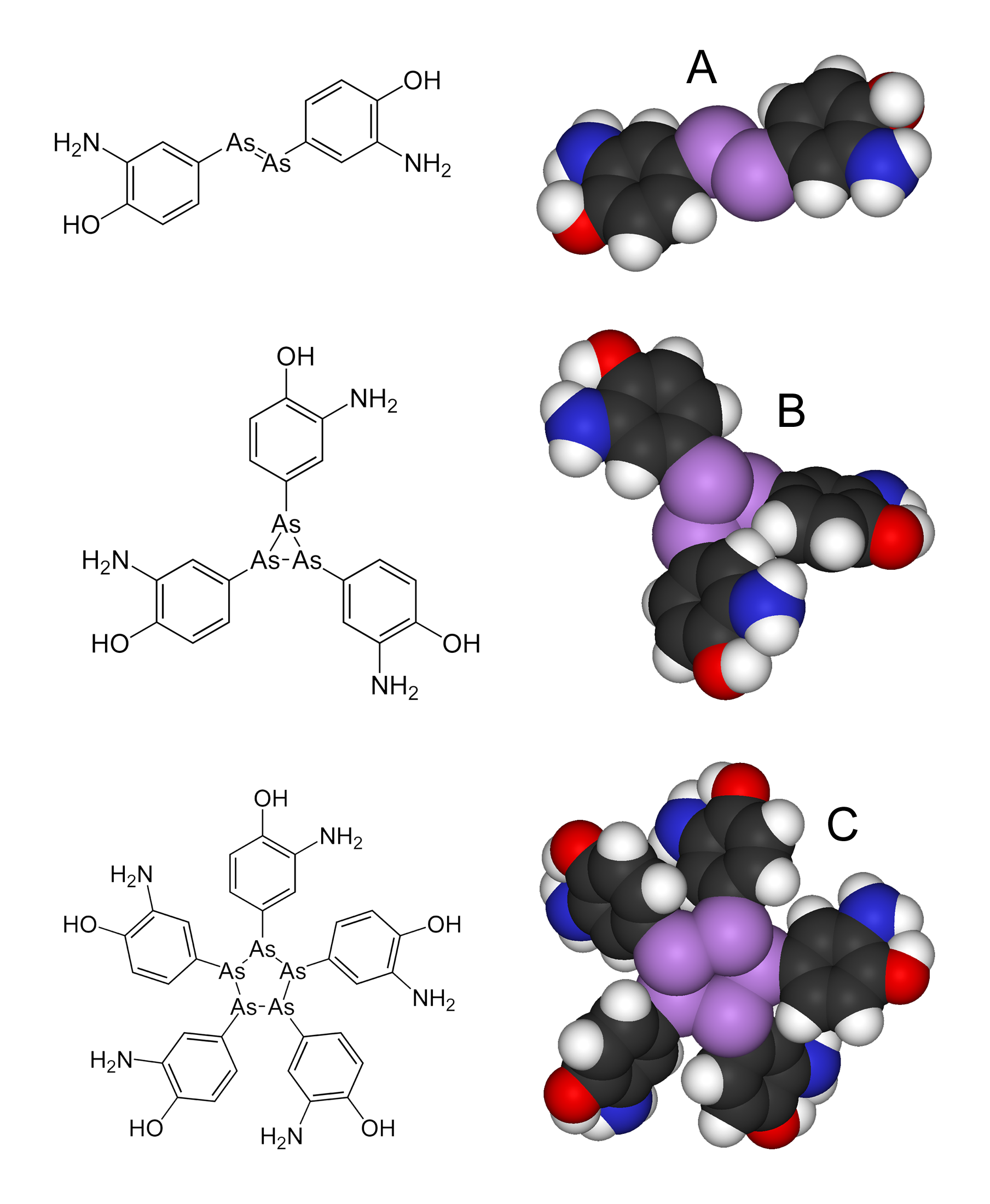
A) Veronderstelde structuur tot 2005. Nieuw onderzoek suggereert een mix van B) en C)

Arsfenamine (merknaam Salvarsan) is een arseenpreparaat waarmee voor het eerst behandeling van syfilis mogelijk werd. Een nauwkeuriger chemische benaming is het dihydrochloride van 3.3'-diamino-4.4'-dihydroxy-arsenobenzeen.
Salvarsan werd rond 1909 door Paul Ehrlich en Sahachiro Hata ontwikkeld en kwam in 1910 op de markt. De naam Salvarsan – van salvare (=redden), arseen en sanus (=gezondheid) – staat voor reddend arseen. Toch was Salvarsan lange tijd bij wetenschappers bekend onder de naam 'preparaat 606' omdat het de 606e stof was die Ehrlich op een proefdier testte. Salvarsan staat als het eerste chemotherapeuticum te boek.